# Блондинка – приманка для вбивці
«Блондинка — приманка для вбивці» (нім. Blonde Köder für den Mörder, італ. La morte bussa due volte) — детективний художній фільм, спільного виробництва ФРН — Італії, знятий режисером Харольдом Філіпом в 1969 році.
Слоган — These 'girls' are tough! "
Прем'єра фільму відбулася 25 листопада 1969 року.

## Сюжет
На пляжі готелю вбито молоду жінку, у якої викрадено дороге намисто. Її чоловік наймає детективів на розслідування. Усі підозри падають на молодого художника Франческо Вільяверде, що живе по сусідству з готелем. Один зі свідків, Амато Локателлі, намагається шантажувати Вільяверде, який має борги перед мафією … Незабаром Локателлі знаходять мертвим.
Хто ж відповідальний за два вбивства та крадіжку? Розслідування веде детектив Боб Мартін.

## В ролях
- Дін Рід — Боб Мартін, детектив
- Фабіо Тесті — Франческо ді Вільяверде
- Іні Ассманн — Хелен
- Леон Аскін — Пепе.
- Надя Тайлер — Марія ді Вільяверде
- Вернер Петерс — Чарлі Холман
- Ріккардо Гарроне — Амато Локателлі
- Аніта Екберг — Софія Ферретті
- Адольфо Челі — Ферретті, він Макс Шпіглер, «професор»
- Маріо Брега — Рікардо Бені
- Елен Шанель — Ангела
- Фемі Бенуссі — Лоїс Сіммонс
- Ренато Бальдіні — Леон Сіммонс
- Теодоро Корра — Рінальдо